# Тофилд, Томас
Томас Тофилд (англ. Thomas Tofield; 18 декабря 1730, Уилсик Холл (Wilsic Hall) в Донкастере — 1779, там же) — английский ботаник и инженер-гидротехник.
С 1740 года учился в школе преподобного Уильяма Барроуза в Честерфилде — лучшую школу в Северной Англии. Одним из школьных друзей Томаса был Эразм Дарвин. Затем он учился в Тринити-колледж в Кембридже, где в 1751 году был удостоен степени бакалавра гуманитарных наук.
После учёбы в Кембридже, вернулся домой и там интенсивно изучал местную флору. В этой связи он познакомился с Уильямом Хадсоном, который в 1750-х годах работал над книгой «Flora Anglica» (1762), в которой использовалась номенклатура Линнея. Второе издание «Flora Anglica» (1778) также содержало множество данных Тофилда. Но его настоящей профессией была инженер-гидротехник.
В честь Тофилда назван род растений Тофилдия (Tofieldia Huds., 1778).